# Retorno de carro
Em computação, retorno de carro, do inglês carriage return e também abreviado como CR é um caractere de controle que move o cursor para o início da linha, sem avançar para a próxima linha. Seu nome é inspirado no movimento das  máquinas de escrever feito com a ajuda de uma alavanca para reposicioná-la no início da próxima linha ao atingir o final da atual. Na tabela ASCII este caractere de controle possui o número decimal 13 e no EBCDIC é representado por X'15'.
Sua interpretação pode variar de acordo com o sistema operacional. No caso do Windows faz parte da sequência de caracteres de controle carriage return e line feed para indicar o início de uma nova linha. Já no caso dos sistemas tipo Unix a representação de uma nova linha é feita apenas com o caractere line feed.
Nas linguagens de programação é representado através de uma sequência de escape. Nas linguagens C, Java e Perl é usada a sequência \r. Em terminais Linux ele é representado na notação com circunflexo por ^M (Ctrl+M).